# Die OLG-Präsidentin
Die OLG-Präsidentin ist der Titel einer 2007 erschienenen Festschrift über eine fiktive deutsche Juristin namens Henriette Heinbostel. Anhand der Festschrift sollte exemplarisch die Geschichte der Emanzipation der Juristinnen in Deutschland gezeigt werden, um die auf diesem Gebiet erreichte Gleichberechtigung zu würdigen. Das Werk wurde von zwanzig Autorinnen verfasst, darunter namhaften Juristinnen wie Ruth Herz, Christine Hohmann-Dennhardt, Jutta Limbach und Heide Pfarr.

## Inhalt
Die Figur Henriette Heinbostel wird 1911 in Greifswald geboren und beginnt – beeinflusst von ihrer feministisch geprägten Großmutter – im Sommersemester 1931 das Jura-Studium an der Universität Greifswald. Während des Studiums lernt sie den Rechtsanwalt Werner Heinbostel kennen, den sie 1933 heiratet. Nach sieben Semestern absolviert sie 1934 ihr Referendarexamen mit Auszeichnung. Nachdem ab 1935 eine Zulassung von Frauen als Rechtsanwältinnen nicht mehr erfolgt, ist sie die „offizielle Vertretung“ ihres ab 1939 zum Kriegsdienst eingezogenen Mannes. 1940 lernt sie den ebenfalls fiktiven Juristen Friedrich G. Nagelmann kennen. Aus dieser Beziehung entstammt die Tochter Renate, die 1940 zur Welt kommt. Die Beziehung findet auch Erwähnung im Buch Das wahre Verfassungsrecht. Zwischen Lust und Leistung. zu Ehren von Friedrich Gottlob Nagelmann.
Unmittelbar nach dem Zweiten Weltkrieg geht Henriette Heinbostel in den Justizdienst am Landgericht Berlin, wo sie 1951 zur Vorsitzenden Richterin ernannt wird. Am 1. Oktober 1957 wird ihr – als erster Frau in der deutschen Rechtsgeschichte – das Amt der Oberlandesgerichtspräsidentin, und zwar des Schleswig-Holsteinischen Oberlandesgerichtes, übertragen. 1962 folgt die Scheidung und 1976 geht Henriette Heinbostel nach 19 Jahren als OLG-Präsidentin in Pension. 2004 verstirbt sie.

## Rezeption
Die Festschrift wurde in verschiedenen juristischen Fachzeitschriften wie der Neuen Juristischen Wochenschrift und der Deutschen Richterzeitung überwiegend positiv rezensiert. Auch im Feuilleton von überregionalen Tageszeitungen wie der Süddeutschen Zeitung, dem Tagesspiegel und der Frankfurter Rundschau wurde das Werk besprochen.

## Realität
In der Realität war Helga Oltrogge im Jahr 1989 erste Frau in Deutschland im Amt einer Präsidentin des Oberlandesgerichts.

## Publikationen
- Konstanze Görres-Ohde, Monika Nöhre, Anne-José Paulsen (Hrsg.): Die OLG-Präsidentin: Gedenkschrift für Henriette Heinbostel. 2. Auflage. Berliner Wissenschaftsverlag, Berlin 2010, ISBN 978-3-8305-1772-6.